# NGC 10

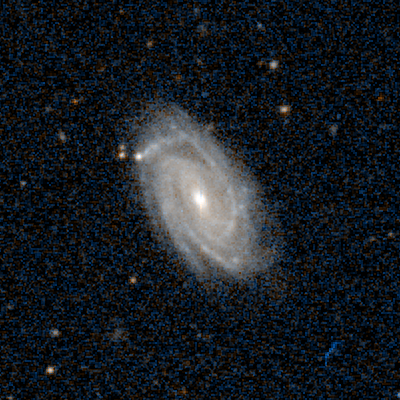
NGC 10

NGC 10是玉夫座的一個漩渦星系。星等為12.3，赤經為8分34.3秒，赤緯為-33°51'28"。在1834年9月25日被首次發現。